# Elutrolampis insularis
Elutrolampis insularis är en insektsart som beskrevs av Christiane Amédégnato och Poulain 1986. Elutrolampis insularis ingår i släktet Elutrolampis och familjen Romaleidae. Inga underarter finns listade i Catalogue of Life.